# Breviceps mossambicus
Breviceps mossambicus là một loài ếch trong họ Nhái bầu. Chúng được tìm thấy ở Botswana, Cộng hòa Dân chủ Congo, Malawi, Mozambique, Nam Phi, Swaziland, Tanzania, Zambia, Zimbabwe, và có thể cả Lesotho.
Các môi trường sống tự nhiên của chúng là xavan khô, xavan ẩm, vùng cây bụi ôn đới, vùng cây bụi khô khu vực nhiệt đới hoặc cận nhiệt đới, vùng đồng cỏ ôn đới, đồng cỏ khô nhiệt đới hoặc cận nhiệt đới vùng đất thấp, đồng cỏ nhiệt đới hoặc cận nhiệt đới vùng đất cao, đất canh tác, vùng đồng cỏ, và vườn nông thôn.

## Hình ảnh

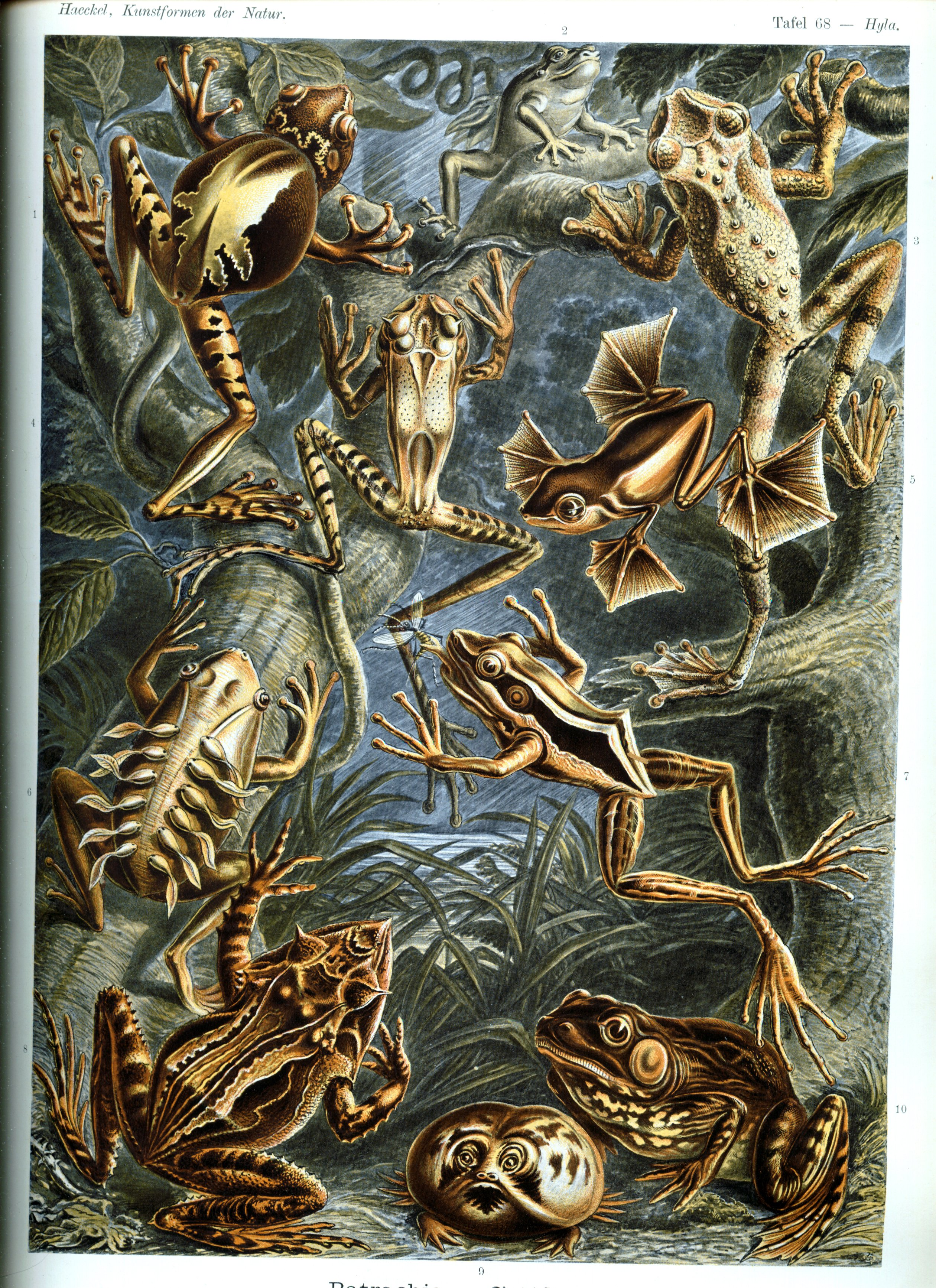